# Герб Киргизстану
Герб Киргизстану — один з офіційних символів Киргизстану. Прийнятий 14 січня 1994. Офіційно — Державний герб, хоча ця державна емблема не є геральдичною.

## Опис
На гербі Киргизстану зображений кречет Манаса з розпростертими крилами, що символізує волю країни. Також зображена перлина Киргизстану — озеро Іссик-Куль, оточене високими скелястими хребтами Ала-Тоо. Вершини гір, освітлені сонцем, схожі на киргизький національний головний убір «калпак».
Автори: А. Абдраєв, С. Дубанаєв.

## Історичні герби
У складі СРСР країна мала офіційну назву Киргизька Радянська Соціалістична Республіка (Киргизька РСР), і використовувала радянську державну символіку.